# Mamu (prefeitura)
Mamu (em francês: Mamou) é uma cidade guineana localizada na região de Cancã. Em 2014, Possuía 318 981 habitantes. Compreende uma área de 10 250 quilômetros quadrados.

## Sub-prefeituras
A prefeitura é dividida administrativamente em 14 sub-prefeituras:
1. Mamu
2. Bouliwel
3. Dounet
4. Gongoret
5. Kégnéko
6. Konkouré
7. Nyagara
8. Ouré-Kaba
9. Porédaka
10. Saramoussaya
11. Soyah
12. Téguéréya
13. Timbo
14. Tolo